# Distoleon bistrigatus
Distoleon bistrigatus is een insect uit de familie van de mierenleeuwen (Myrmeleontidae), die tot de orde netvleugeligen (Neuroptera) behoort. 
Distoleon bistrigatus is voor het eerst wetenschappelijk beschreven door Rambur in 1842.